# مایک هنری (فوتبال آمریکایی)
مایک هنری (انگلیسی: Mike Henry؛ ۱۵ اوت ۱۹۳۶-۸ ژانویهٔ ۲۰۲۱) هنرپیشه سینما و بازیکن گریدیرون فوتبال اهل ایالات متحده آمریکا بود.
از باشگاه‌هایی که در آن بازی کرده‌است می‌توان به پیتسبورگ استیلرز اشاره کرد.
در عین حال، او پانزدهمین بازیگر نقش تارزان در سینما بود و در سال ۱۹۶۶ در فیلم تارزان و وادی طلا نقش‌آفرینی کرد. او پس از ابتلا به بیماری پارکینسون خود را در سال ۱۹۸۸ بازنشست کرد. او در ۸ ژانویه ۲۰۲۱ پس از سال‌ها مبارزه با بیماری پارکینسون و انسفالوپاتی مزمن جراحتی در بیمارستان سینت جوزف در بربنک، کالیفرنیا درگذشت.